# Бабушница
Бабушница је градско насеље у Србији и седиште истоимене општине у Пиротском управном округу. Према попису из 2022. било је 4.254 становника. Председница општине је Ивана Стојичић.

## Географија
Бабушница се налази на регионалном путу Лесковац—Власотинце—Бабушница—Пирот. Удаљена је од Пирота 24 km, од Власотинца 37 km, од Лесковца 52 km а од Беле Паланке 23 km.
Кроз Бабушницу протиче река Лужница а сам град се налази у Лужничкој котлини.
Недалеко од Звоначке Бање налази се Ветренско језеро.
Овде се налазе ОШ „Деспот Стефан Лазаревић” Бабушница и Гимназија „Вук Караџић” у Бабушници.

## Историја
У месту је 1899. године подигнут споменик краљу Милану Обреновићу.
Указом Краља од 23. јануара 1925. године насеље је добило статус варошице.
Општина одржава 2 манифестације: Вурдијада и Лу-Фест.

## Демографија
У насељу Бабушница живи 3634 пунолетна становника, а просечна старост становништва износи 37,1 година (36,6 код мушкараца и 37,6 код жена). У насељу има 1477 домаћинстава, а просечан број чланова по домаћинству је 3,10.
Ово насеље је скоро у потпуности насељено Србима (према попису из 2002. године), а у другој половини XX века је становништво увећано вишеструко. Од 1945. године до 1990. године се број становника брзо увећавао махом због развоја индустрије и досељавања становника из околних села. После 1990. године се бележи успорени раст броја становника углавном због смањеног наталитета али и због драстичног смањења броја становника околних села.
|             | \| Демографија[3] \| Демографија[3] \| Демографија[3] \| \| Година \| Становника \| Становника \| \| -------------- \| -------------- \| -------------- \| \| 1948. \| 603 \| \| \| 1953. \| 749 \| \| \| 1961. \| 972 \| \| \| 1971. \| 1.668 \| \| \| 1981. \| 2.906 \| \| \| 1991. \| 4.270 \| 4.256 \| \| 2002. \| 4.575 \| 4.596 \| \| 2011. \| 4.601 \| \| \| 2022. \| 4.254 \| \| |            |
| Демографија | |            |
| Година      | Становника | Становника |
| 1948.       | 603 |            |
| 1953.       | 749 |            |
| 1961.       | 972 |            |
| 1971.       | 1.668 |            |
| 1981.       | 2.906 |            |
| 1991.       | 4.270 | 4.256      |
| 2002.       | 4.575 | 4.596      |
| 2011.       | 4.601 |            |
| 2022.       | 4.254 |            |

| Етнички састав према попису из 2002.‍ | Етнички састав према попису из 2002.‍ | Етнички састав према попису из 2002.‍ | Етнички састав према попису из 2002.‍ | Етнички састав према попису из 2002.‍ |
| ------------------------------------ | ------------------------------------ | ------------------------------------ | ------------------------------------ | ------------------------------------ |
|                                      |                                      |                                      |                                      |                                      |
| Срби                                 | Срби                                 |                                      | 4.424                                | 96,69%                               |
| Бугари                               | Бугари                               |                                      | 18                                   | 0,39%                                |
| Југословени                          | Југословени                          |                                      | 15                                   | 0,32%                                |
| Роми                                 | Роми                                 |                                      | 10                                   | 0,21%                                |
| Хрвати                               | Хрвати                               |                                      | 3                                    | 0,06%                                |
| Македонци                            | Македонци                            |                                      | 2                                    | 0,04%                                |
| Црногорци                            | Црногорци                            |                                      | 1                                    | 0,02%                                |
| Немци                                | Немци                                |                                      | 1                                    | 0,02%                                |
| Власи                                | Власи                                |                                      | 1                                    | 0,02%                                |
| Албанци                              | Албанци                              |                                      | 1                                    | 0,02%                                |
| непознато                            | непознато                            |                                      | 41                                   | 0,89%                                |

| Година пописа     | 1948. | 1953. | 1961. | 1971. | 1981. | 1991. | 2002. |
| ----------------- | ----- | ----- | ----- | ----- | ----- | ----- | ----- |
| Број домаћинстава | 195   | 204   | 293   | 537   | 896   | 1.325 | 1.477 |

| Број чланова      | 1   | 2   | 3   | 4   | 5   | 6  | 7 | 8 | 9 | 10 и више | Просек |
| ----------------- | --- | --- | --- | --- | --- | -- | - | - | - | --------- | ------ |
| Број домаћинстава | 190 | 319 | 365 | 443 | 100 | 49 | 8 | 0 | 1 | 2         | 3,10   |

| Пол    | Укупно | Неожењен/Неудата | Ожењен/Удата | Удовац/Удовица | Разведен/Разведена | Непознато |
| ------ | ------ | ---------------- | ------------ | -------------- | ------------------ | --------- |
| Мушки  | 1.920  | 566              | 1.257        | 56             | 28                 | 13        |
| Женски | 1.920  | 395              | 1.279        | 178            | 61                 | 7         |
| УКУПНО | 3.840  | 961              | 2.536        | 234            | 89                 | 20        |

| Пол    | Укупно                    | Пољопривреда, лов и шумарство | Рибарство                            | Вађење руде и камена | Прерађивачка индустрија       |
| ------ | ------------------------- | ----------------------------- | ------------------------------------ | -------------------- | ----------------------------- |
| Мушки  | 970                       | 40                            | 0                                    | 0                    | 410                           |
| Женски | 849                       | 9                             | 0                                    | 0                    | 527                           |
| УКУПНО | 1.819                     | 49                            | 0                                    | 0                    | 937                           |
| Пол    | Производња и снабдевање   | Грађевинарство                | Трговина                             | Хотели и ресторани   | Саобраћај, складиштење и везе |
| Мушки  | 33                        | 100                           | 80                                   | 21                   | 42                            |
| Женски | 8                         | 8                             | 68                                   | 9                    | 3                             |
| УКУПНО | 41                        | 108                           | 148                                  | 30                   | 45                            |
| Пол    | Финансијско посредовање   | Некретнине                    | Државна управа и одбрана             | Образовање           | Здравствени и социјални рад   |
| Мушки  | 11                        | 6                             | 90                                   | 63                   | 34                            |
| Женски | 12                        | 3                             | 37                                   | 76                   | 77                            |
| УКУПНО | 23                        | 9                             | 127                                  | 139                  | 111                           |
| Пол    | Остале услужне активности | Приватна домаћинства          | Екстериторијалне организације и тела | Непознато            | Непознато                     |
| Мушки  | 11                        | 0                             | 0                                    | 29                   | 29                            |
| Женски | 7                         | 0                             | 0                                    | 5                    | 5                             |
| УКУПНО | 18                        | 0                             | 0                                    | 34                   | 34                            |

## Галерија
- Улица према центру
- Зграда општине Бабушница
- Дом културе у Бабушници
- Зграда Суда у Бабушници
- Поглед на Бабушницу и "Столски камен" или "Големи стол"
- Поглед из Горчинца на Бабушницу
- Фабрика "Лисца" 2023.г.
- Хотел "Црни Врх" 2023.г.
- Једна од бочних уличица
- Споредна улица